# BioViva
Pour l'éditeur français de jeux de société, voir Bioviva.
BioViva est une société de biotechnologie, dirigée par Elizabeth Parrish, basée sur l'île de Bainbridge dans l'État de Washington aux États-Unis, qui recherche des traitements contre le processus de vieillissement chez l'Homme.

## Histoire
BioViva a été fondée en 2015. La PDG, Elizabeth Parrish, est apparue à l'événement de WIRED Health 2017 à Londres pour présenter des tests de BioViva sur les thérapies géniques ciblant les caractéristiques du processus de vieillissement. Elle a déclaré : « La société a été bâtie essentiellement pour prouver que ces thérapies fonctionnent ou pas. N'oubliez pas que BioViva n'est pas une organisation de recherche. Nous prenons des choses comme les thérapies géniques et les utilisons comme une technologie.» 

## Réactions à l'auto-expérimentation de Parrish
La décision de Parrish d'être « patient zéro » et de tester la technologie de l'entreprise sur elle-même dans une étude personnalisée N=1 a été à la fois critiquée et louée. Le Dr Lawrence Altman, auteur de Who Goes First? L'histoire de l'auto-expérimentation en médecine a lancé : « Les N 1 ont eu leur valeur à travers l'histoire, et la volonté. Mais vous n'allez pas autoriser un médicament sur la base d'un N 1. »  Son traitement, qualifié d'auto-expérimentation, étant très controversé et comme les critères pour passer aux essais humains n'étaient pas satisfaits, la Food and Drug Administration n'a pas autorisé les expériences de Parrish. Elle s'est rendue donc en Colombie pour l'administration de son traitement,. 
Certains ont critiqué la publication par BioViva de données revendiquant une extension des télomères leucocytaires de Parrish après sa thérapie, déclarant que l'extension susmentionnée se situe dans le marge d'erreur des mesures des télomères. Le Dr Bradley Johnson, professeur agrégé de pathologie et de médecine de laboratoire à l'université de Pennsylvanie, a déclaré : « Les mesures de la longueur des télomères ont généralement une faible précision, avec une variation des mesures d'environ 10 %, ce qui est dans la plage de l'allongement des télomères signalé apparemment connu par Elizabeth Parrish. » 
La modification de la constitution génétique des humains, ou thérapie génique, en allongeant le nombre des télomères a été décrite comme dangereuse, car le processus de vieillissement est mal compris. La fonction des télomères est de limiter le nombre de fois qu'une cellule peut se diviser (et se multiplier) pour supprimer le cancer. Duncan Baird, professeur en cancérologie et en génétique à l'École de médecine de l'Université de Cardiff, déclare : « se mêler d'un mécanisme suppresseur de tumeur fondamentalement important qui a évolué chez des espèces à longue durée de vie comme la nôtre ne me semble pas une idée particulièrement bonne ». 
Timothy Caulfield, professeur à la Faculté de droit et à l'École de santé publique de l'Université de l'Alberta, a qualifié le travail de BioViva de « pseudoscience » manquant de rigueur scientifique. George M. Martin, professeur de pathologie à l'université de Washington avait accepté d'être un conseiller de la compagnie mais a démissionné après avoir entendu parler des auto-expériences de Parrish. 
Antonio Regalado, journaliste au MIT Technology Review, déclare : « L'expérience semble susceptible de rester dans les mémoires soit comme un nouveau creux dans le charlatanisme médical ou, peut-être, le début improbable d'une ère dans laquelle les personnes naïves reçoivent des modifications génétiques non seulement pour traiter la maladie., mais pour inverser le vieillissement ».

## Recherche
Les intérêts de recherche de BioViva sont basés sur la recherche préclinique de l'enzyme télomérase et de l'inhibition de la myostatine. 
La thérapie génique avec la télomérase utilisant un virus adéno-associé au Centre national espagnol de recherche sur le cancer (CNIO) a démontré plusieurs effets bénéfiques et une augmentation de la durée de vie médiane allant jusqu'à 24 % chez la souris,,,. Discutant des recherches de son équipe, la biologiste María Blasco a déclaré lors d'une discussion avec The Scientist : « Nous avons démontré que la thérapie génique AAV9-Tert était suffisante pour retarder les pathologies liées à l'âge et prolonger la longévité médiane et maximale chez la souris. De nombreuses pathologies ont été retardées, dont le cancer. La traduction de ces résultats à des maladies humaines (syndromes télomériques ou certaines maladies liées à l'âge sans traitements efficaces) peut présenter un intérêt dans le cadre d'essais cliniques approuvés par les agences réglementaires correspondantes. » Cependant, certains experts attirent l'attention sur le fait que les résultats des études chez la souris ne peuvent pas toujours être directement appliqués à l'homme.